# Jim Slatton
James Walter Slatton, detto Jim (Los Angeles, 30 luglio 1947), è un ex pallanuotista statunitense, vincitore di una medaglia di bronzo a Monaco 1972.